# Синтетички елемент
Синтетички елемент је један од 24 позната хемијска елемента који се не јављају природно на Земљи: створени су људском манипулацијом фундаменталних честица у нуклеарном реактору, акцелератору честица или експлозијом атомске бомбе; стога се називају "синтетичким", "вештачким" или "уметним". Синтетички елементи су они са атомским бројевима 95–118, као што је приказано љубичастом бојом на пратећој периодној табели: ова 24 елемента су први пут створена између 1944. и 2010. године. Механизам за стварање синтетичког елемента је присиљавање додатних протона на језгро елемента са атомским бројем мањим од 95. Сви синтетички елементи су нестабилни, али се распадају великом брзином: њихов полуживот се креће од неколико стотина микросекунди до милиона година.
Још пет елемената који су створени вештачки су строго говорећи нису синтетички јер је касније откривено да постоје у природи у траговима: 43 Tc, 61 Pm, 85 At, 93 Np и 94 Pu. Међутим, понекад се ионако означавају као синтетички. Први, технецијум ( симбол Тц), створен је 1937. Плутонијум (симбол Пу, атомски број 94), први пут синтетизован 1940. године, је још један такав елемент. То је елемент са највећим бројем протона (и еквивалентним атомским бројем) који се јавља у природи, али то чини у тако малим количинама да га је много практичније синтетизовати. Плутонијум је првенствено познат по употреби у атомским бомбама и нуклеарним реакторима.
Ниједан елемент са атомским бројем већим од 99 нема никакву употребу изван научних истраживања, пошто имају изузетно кратак период полураспада, па стога никада нису произведени у великим количинама.

## Својства
Сви елементи са атомским бројем већим од 94 присутни у формирању Земље око 4,6 пре билиона година су се довољно брзо распали на лакше елементе да су се сви атоми ових елемената који су могли постојати када је Земља формирана одавно распали. Атоми синтетичких елемената који су сада присутни на Земљи су производ атомских бомби или експеримената који укључују нуклеарне реакторе или акцелераторе честица, путем нуклеарне фузије или апсорпције неутрона .
Атомска маса за природне елементе заснива се на пондерисаном просечном обиљу природних изотопа који се јављају у Земљиној кори и атмосфери . За синтетичке елементе, изотоп зависи од начина синтезе, тако да концепт природног обиља изотопа нема никаквог значења. Због тога је за синтетичке елементе укупан број нуклеона ( протони плус неутрони) најстабилнијег изотопа, односно изотопа са најдужим полуживотом — наведен у заградама као атомска маса.

## Историја

### Технецијум
Први елемент који је синтетизован, а не откривен у природи, био је технецијум 1937. године . Ово откриће је попунило празнину у периодичној табели, а чињеница да нема стабилних изотопа објашњава његово одсуство на Земљи. Најдуговечнији изотоп технецијума, 97Tc, има време полураспада од 4,21 милион година, тако да од формирања Земље није настао технецијум. Само ситни трагови технецијума се природно јављају у Земљиној кори - као продукт спонтане фисије од 238U или хватањем неутрона у молибдену - али технецијум је природно присутан у звездама црвених џинова.

### Куријум
Први чисто синтетички елемент који је направљен био је куријум, који су 1944. синтетизовали Глен Т. Сиборг, Ралф А. Џејмс и Алберт Ђорсо бомбардовањем плутонијума алфа честицама.

### Осам других
Убрзо је уследила синтеза америцијума, беркелијума и калифорнијума . Ајнштајнијум и фермијум које је открио тим научника предвођен Алберт Ђорсо 1952. док је проучавао састав радиоактивних остатака од детонације прве водоничне бомбе. Направљени изотопи су били ајнштајнијум-253, са полуживотом од 20,5 дана; и фермијум-255, са полуживотом око 20 сати. Уследили су Менделевијум, Нобелијум и Лоренцијум .

### Рутерфордијум и дубнијум
Током врхунца Хладног рата, тимови из Совјетског Савеза и Сједињених Држава су независно креирали рутерфордијум и дубнијум. Именовање и заслуге за синтезу ових елемената остали су нерешени дуги низ година, али је ИУПАЦ / ИУПАП на крају признао заједничку заслугу 1992. године. Године 1997. ИУПАЦ је одлучио да дубнијуму да његово садашње име у част града Дубне у којем је радио руски тим пошто су имена која су изабрала Американци већ коришћена за многе постојеће синтетичке елементе, док је назив рутерфордијум (који је изабрао амерички тим) прихваћен за елемент 104.

### Последњих тринаест
У међувремену, амерички тим је створио сиборгијум, а следећих шест елемената креирао је немачки тим: бохријум, хасијум, мејтнеријум, дармштадијум, рентгенијум и коперникијум . Елемент 113, нихонијум, креирао је јапански тим; последњих пет познатих елемената, флеровијум, московијум, ливерморијум, тенесин и оганесон, створени су руско-америчком сарадњом и довршавају седми ред периодног система.

## Списак синтетичких елемената
Следећи елементи се не јављају природно на Земљи. Сви су трансуранијумски елементи и имају атомске бројеве од 95 и више.
| Име елемента                    | Хемијски Симбол | Атомски Број | Прва дефинитивна синтеза  |
| ------------------------------- | --------------- | ------------ | ------------------------- |
| Америцијум                      | Am              | 95           | 1944. године              |
| Киријум                         | Cm              | 96           | 1944. године              |
| Берклијум                       | Bk              | 97           | 1949. године              |
| Калифорнијум                    | Уп              | 98           | 1950. године              |
| Ајнштајнијум                    | Ес              | 99           | 1952. године              |
| фермијум                        | Фм              | 100          | 1952. године              |
| Мендељевијум                    | Доктор медицине | 101          | 1955. године              |
| Нобелијум                       | Не              | 102          | 1966                      |
| Лоренцијум                      | Лр              | 103          | 1961. године              |
| Радерфордијум                   | Рф              | 104          | 1966 (СССР), 1969 (САД) * |
| Дубнијум                        | Дб              | 105          | 1968 (СССР), 1970 (САД) * |
| Сиборгијум                      | Сг              | 106          | 1974. године              |
| Боријум                         | Бх              | 107          | 1981                      |
| Хасијум                         | Хс              | 108          | 1984                      |
| Мајтнеријум                     | Мт              | 109          | 1982                      |
| Дармштатијум                    | Дс              | 110          | 1994                      |
| Рендгенијум                     | Рг              | 111          | 1994                      |
| Коперницијум                    | Цн              | 112          | 1996                      |
| Нихонијум                       | Нх              | 113          | 2003–4                    |
| Флеровијум                      | Фл              | 114          | 1999                      |
| Московијум                      | Мц              | 115          | 2003                      |
| Ливерморијум                    | Лв              | 116          | 2000                      |
| Тенесин                         | Тс              | 117          | 2010                      |
| Оганесон                        | Ог              | 118          | 2002                      |
| * Заједнички кредит за откриће. |                 |              |                           |

## Елементи који се обично производе синтезом
Сви елементи са атомским бројевима од 1 до 94 јављају се природно барем у траговима, али следећи елементи се често производе синтезом. Технетијум, прометијум, астатин, нептунијум и плутонијум откривени су синтезом пре него што су пронађени у природи.
| Име елемента  | Хемијски Симбол | Атомски Број | Прво дефинитивно откриће | Откриће у природи |
| ------------- | --------------- | ------------ | ------------------------ | ----------------- |
| тецхнетиум    | Tc              | 43           | 1937. године             | 1962. године      |
| Прометхиум    | Pm              | 61           | 1945. године             | 1965. године      |
| Полонијум     | Po              | 84           | 1898                     | 1898              |
| Астатин       | At              | 85           | 1940. године             | 1943. године      |
| Франциум      | Fr              | 87           | 1939. године             | 1939. године      |
| Ацтиниум      | Ac              | 89           | 1902. године             | 1902. године      |
| Протактинијум | Pa              | 91           | 1913. године             | 1913. године      |
| Нептунијум    | Np              | 93           | 1940. године             | 1952. године      |
| Плутонијум    | Pu              | 94           | 1940. године             | 1941–2            |